# 何守初
何守初，湖廣承宣佈政使司益陽縣人。明朝解元、政治人物。

## 生平
明神宗萬曆四十三年（1615年），中式乙卯科湖廣鄉試第一名舉人（解元）。